# کلینتون (کانزاس)
کلینتون (به انگلیسی: Clinton) یک منطقهٔ مسکونی در ایالات متحده آمریکا است که در شهرستان داگلاس، کانزاس واقع شده‌است. کلینتون ۱۰۵٫۲ کیلومتر مربع مساحت و ۵۳۱ نفر جمعیت دارد و ۲۸۵ متر بالاتر از سطح دریا واقع شده‌است.